# Emal Gariwal
Emal Gariwal (Cabul, 17 de maio de 1986) é um jogador de futebol profissional afegão que atua como goleiro. Atualmente joga no Ordu Kabul F.C. do Afeganistão, pela 1ª divisão do campeonato nacional.